# 鶴光の噂のゴールデンアワー
『鶴光の噂のゴールデンアワー』（つるこのうわさのゴールデンアワー）は、ニッポン放送で1987年4月6日から2003年3月28日まで放送されていた生活情報番組である。

## 概要
パーソナリティは笑福亭鶴光（しょうふくていつるこ）。なお鶴光の名前は正式には〝つるこ〟と読むが、この番組では必ず〝つるこう〟と呼んでいた。これは後述する深夜番組の『オールナイトニッポン』でブレイクする際に〝つるこう〟で広まったためである。これ以降、自身もラジオパーソナリティ・タレントとしては〝つるこう〟として使い分けするようになったことも関連している。
1974年春から85年秋まで11年半にわたって『笑福亭鶴光のオールナイトニッポン』を担当していた鶴光はその後ナイターオフの番組である『鶴光の代打逆転サヨナラ満塁ホームラン』（1985年10月 - 1986年3月）、『鶴光の歌謡ヒットエンドラン』（1985年10月 - 1986年3月）、『かけこみワイド・鶴光のまかせなさい!』（1986年10月 - 1987年3月）をそれぞれ担当。その後『かけこみワイド』を発展・夕方の帯番組化させたのが当番組である。
この番組の主なリスナー層は主婦だったため、番組開始当初は、オールナイトニッポンで磨いてきたエロトークを封印して、「さわやかな番組」を目指したものの、番組開始からわずか3か月でエロトークを解禁したという。これについて、鶴光は後のインタビューで、「局の偉いさんが『誰がそんな放送やれ言うたんや』と。『あんたの放送を聞いてね、誰も政治経済を勉強したいとか思わん。思い切り笑わしてくれ。そのためには下ネタであろうとも許すから』と言ってくれはった」と述べたように、この番組に来たゲストに加え、番組のスタッフまでいじりまくったうえで、下ネタの方も「グレーゾーンのギリギリ」まで攻めたという。これについて、鶴光は「これを越えてしまうと駄目（という一線があり）、手前ではおもろない。なんのクレームも来ない番組なんてね、聞いているのかわからん」とも述べている。但し、田中美和子の降板後は制作スタッフも一新され下ネタも抑えめ内容に変化したが、聴取率は低下し番組終了の一因になった。
1987年4月6日 - 2003年3月28日の16年間放送され、1990年代は『高嶋ひでたけのお早よう!中年探偵団』・『高田文夫のラジオビバリー昼ズ』と肩を並べるニッポン放送の看板番組であった。また2000年12月 - 2001年8月にはLFX488にて時差放送された。
終了後も鶴光は2009年3月までレギュラー番組を担当していた。

## 放送時間
- 1987年4月6日 - 2001年3月30日 月曜 - 金曜 16:00 - 17:40

- ナイターオフ期間は16:00 - 18:00。ただし、以下の年度は終了時刻が異なる。
- 1989年度　16:00 - 19:00
- 1997年度　16:00 - 17:40
- 1999年度　16:00 - 18:00（金曜のみ17:40まで）
- 2000年度　16:00 - 17:40

- 2001年4月2日 - 2003年3月28日 月曜 - 金曜 15:30 - 17:30

　15:30スタートになってからも、元日はスポーツ中継のため16:00に番組が始まった。

## 出演者

### パーソナリティ
- 笑福亭鶴光

### アシスタント
- 初代 岩上和代 1987年4月6日 - 1990年4月27日
- 2代目 田中美和子 1990年4月30日 - 2002年9月27日
- 3代目 小野礼子 2002年9月30日 - 2003年3月28日

### リポーター
2002年以降は、アナウンサーがリポートすることが多かった
- 江戸家まねき猫（四代目江戸家猫八の妹）
- 桂うらら
- 神田紅
- 笑福亭里光
- 小林美江
- みかづき組
- シューティング（かわのをとや、鞭馬文典）
- キッドカット（岡田昇、奥山）
  - シューティング、キッドカットの2組は1989年10月にスタートした『それ行け！OLアタック隊』コーナー担当[2]。
- まニャン子クラブ（小嶋亜美ほか）
- つげシスターズ（柘植玉妃・柘植由妃）
- 増渕正子（ぶちまさ)
- 斉藤奈々
- 松本梨香
- 矢田三奈子
- 良田麻美（2001 - 2002年）
- 荘口彰久

## タイムテーブル

### 1987年6月
- 16:00 オープニング
- 16:02 ニュース・天気予報
- 16:05 こんにちは鶴光です
- 16:20 鶴光のじんじんテレフォン
- 16:35 首都圏ハイウェイ情報
- 16:38 トーヨーサッシ鶴光の一曲いかがですか
- 16:43 出前講談・紅参上!
- 16:53 首都圏ハイウェイ情報・隣接県交通情報
- 17:00 産経新聞ニュース
- 17:05 天気予報
- 17:10 三菱ダイヤモンドハイウェイ
- 17:25 ほっと一息裕子です（パーソナリティ：名取裕子）
- 17:35 エンディング

### 1989年ごろ
- 16:00 オープニング
- 16:02 ニッポン放送ニュース
- 16:05 ツルコーでおま
- 16:15 鶴光のじんじんテレフォン
- 16:25 首都圏ハイウェイ情報
- 16:30 出前講談・紅参上!
- 16:40 今日のプロ野球情報
- 16:45 ツルの恩返し（ハガキ紹介のコーナー）
- 16:50 首都圏ハイウェイ情報
- 16:53 隣接県交通情報
- 17:00 産経新聞ニュース
- 17:05 この花は私です・天気予報
- 17:10 こがねちゃんクイズ
- 17:25 ほっと一息裕子です
- 17:35 エンディング

### 1996年10月
- 16:00 オープニング
- 16:07 産経新聞ニュース（17時と違って単に「4時のニュース」と呼ばれていた）
- 16:12 TOYOTA 飛び出せ街かど天気予報
- 16:15 ツルコーでおま
- 16:25 じんじんテレフォン
- 16:30 首都圏ハイウェイ情報
- 16:35 街角ステーションとびだせ！大江戸そとまわり
- 16:45 ツルの恩返し
- 16:52 首都圏ハイウェイ情報
- 16:55 隣接県交通情報
- 17:00 産経新聞ニュース
- 17:05 TOYOTA 飛び出せ街かど天気予報
- 17:07 トルネード野茂情報 今日の野茂様
- 17:10 三菱ダイヤモンドハイウェイ（→日石三菱→ENEOSドラビンクハイウェイ） こがねちゃんクイズ
- 17:25 美和子のどーですか、みなさん！
- 17:35 エンディング

### 2003年ごろ
- 15:30 オープニング
- 15:45 曜日別コーナー
  - 月曜日 「つるつる日本文化論」
  - 火曜日 「おのろけ 珍古今和歌集」
  - 水曜日 「ツールデンシアター」
  - 木曜日 「ショートショート落語」
  - 金曜日 「男と女の事件簿 ウィーク“ええのんか”」
- 15:48 竹村健一のずばりジャーナル
- 16:00 夕焼け倍々クイズ
- 16:15 つるつるテレフォン
- 16:30 街角ステーション とびだせ大江戸外回り
- 17:10 ドライバーズリクエスト
- 17:15 ラッキーバースデープレゼント
- 17:20 つるおた日誌！
- 17:29 エンディング

## 主なコーナー
ネタコーナーは、笑福亭鶴光のオールナイトニッポンから引き継がれているものが多い。なお、2000年頃からはインターネットの普及によりリスナーからのメールを募集するようになった。
- ツルコーでおま
  - 腹の中では…

レコード・CDの音源を使った対比ネタ。タイトルのジングルには仮面ライダーアマゾンの主題歌の冒頭部が使われていた。
笑福亭鶴光のオールナイトニッポンの、本音とタテマエ・その時君は?とほぼ同様だが、お題は設定されていない。コサキンDEワァオ!の「CD大作戦」と同様のコーナー。
  - セクシーなじょなじょ

あるなしクイズのようなクイズ。この問題を集めた本が出版されていた。
- こがねちゃんクイズ→夕焼けバイ倍クイズ

「三菱ダイヤモンドハイウェイ」枠の1コーナー。前番組までの『ダイヤモンドハイウェイ』は曲を一曲流した後に交通情報という短いコーナーだったが、本番組はこのコーナーと交通情報で構成された。
16時台の中継先と再度繋ぎ、そこにいる一般リスナーに「クイズタイムショック」や「三菱ふそう全国縦断・榎さんのおはようさん〜!」内「1分間で20問!スピードクイズ!!」の要領で1分間で12問（のちに10問）出題する。新聞記事・スポーツ誌など時事問題を中心に出題されるが、12問（のちに10問）のうち1問には必ず｢この問題で何問目?」や今日のじんじんテレフォン（つるつるテレフォン）のテーマを当てるというのがあった。また、12問（のちに10問）のうちの1問が2択問題、1問が「上か下か｣問題（人生ゲームハイ&ローでおなじみだった形式）だった。「スピードクイズ」同様パスができた。
笑福亭鶴光のオールナイトニッポンの、投資ジャーナルゲームとほぼ同様のコーナー。
1問正解につき賞金1000円で、クイズ終了後にテープルーレットを回し「7」（なな）が出ると獲得賞金が2倍となってプレゼントされる。「1」（いち）の場合は正解分の獲得賞金をそのままプレゼント。爆発の効果音が流れたときは獲得賞金は没収され、記念品のプレゼントとなる。なおテープルーレットの音声は、田中美和子の声を早回しにしたもの。
10問全問正解するとテープルーレットは回さず、無条件で賞金3万円がプレゼントされた。
このコーナーは2006年10月の「鶴光とひでおの歌の日本シリーズ」と12月の「鶴光と松本の歌の紅白歌合戦」で1週間かぎり復活した。
なお、「三菱ダイヤモンドハイウェイ」という枠タイトルは、三菱石油が日本石油と統合・日石三菱の誕生に伴い途中でタイトルが「日石三菱ドライビングハイウェイ」に、さらに末期はENEOSブランドの導入で「ENEOSドライビングハイウェイ」と二度改題されている。
- 大バカヤローグランプリ

リスナーが身の回りに起こった不愉快な出来事を話した後、最後に「バカヤロー」と締める。
- じんじんテレフォン→つるつるテレフォン

その日のテーマに沿った出来事を聴取者に電話で語ってもらう番組のメインコーナー。1992年2月3日には、日本テレビ放送網で当時放送されていた深夜バラエティテレビ番組・DAISUKI!とのコラボで一般人聴取者と鶴光および美和子に対して吉村明宏、松本明子、飯島直子の3人がサプライズドッキリをしかけ、飯島が電話で一般聴取者になりきり出演した。
- 竹村健一のずばりジャーナル

放送開始時刻が15:30に繰り上げになった際に、『テリーとうえちゃんのってけラジオ』から移動。
- 街角ステーション 飛び出せ大江戸外回り
- 今日のプロ野球情報 → トルーネード野茂情報 今日の野茂様 → （季節・時期により、ドジャース情報・Jリーグ情報・大リーグ情報・ナイター中継情報などに変遷） → ショウアップナイター一番乗り

スポーツ情報・スポーツ番組告知コーナー。今日の野茂様開始以降、番組宣伝告知のアナウンサーに謎かけ（なじょかけ）を出題することが習慣となった。ナイター中継宣伝の際は松本秀夫アナウンサーがよくターゲットにされた。ネタが面白い場合は打球音（野球関連の告知のみ）と歓声のSEが、面白くない場合はスポーツ部の岩下方彦が美川憲一のモノマネで「あんた何言ってんのよ」と言ったSEが流されたり、上司の那須恵理子からのお叱りの言葉が流されたり、鶴光から軽い罵倒（「寝さらせ〜!」などのツッコミ）が入れられた。謎かけは、次番組の垣花正のニュースわかんない!?に出演していた森永卓郎によってエロ謎かけとして受け継がれた。
- ほっと一息裕子です（名取裕子が出演するミニ番組）
- 美和子のどーですか、みなさん!

当番組の中で唯一全国ネットされたコーナー（ほっと一息裕子ですの後継コーナー）。基本的にこのコーナーは田中がメインで鶴光はアシスタントという設定。ニッポン放送以外は「どうですか歌謡曲」の一部（このコーナー終了後に「どうですか歌謡曲」が始まる）になっていた時期もあった。
- つるオタ → つるオタ日誌!

いわゆるふつおた。
- ツルの恩返し

週変わりテーマのお便りコーナー。
- 今日のボツはがき

エンディングの頭に行われるコーナー。放送局名・コーナー名等を間違えた投稿の紹介、田中の目撃情報、リスナーからの簡単な質問、紹介することができなかった投稿の救済などを行った。
- 高田純次の男・夕焼けまわり道（高田純次出演）

1990年度 - 1992年度のナイターオフ期に放送。
- 前川くんと山本くんのとりあえず一杯（前川清、山本譲二出演）

1993年度のナイターオフ期に放送。

## エピソード
- 主婦層をターゲットとした夕方の当番組開始にあたり、鶴光は「わしは玉置宏になるんや」と、当時主婦層に絶大な人気を誇っていた朝の番組『玉置宏の笑顔でこんにちは』を意識し、『オールナイトニッポン』で培ったエロトークを抑えた番組を心がけ放送していた。その後、放送を聞いていた『オールナイトニッポン』時代のディレクターで当時ニッポン放送の専務だった亀渕昭信に「誰がそんな番組やれと言った！お前の持ち味は何だ？」と怒鳴られ、番組にエロトークを入れるようになった[3]。
- こうした経緯もあって、番組中の鶴光のエロネタに対し田中が「生活情報番組ですから」とツッコミを入れるお約束も存在した。
- 各コーナーへのハガキの募集の際は各コーナーを「それぞれの係まで」と募集するのだが、リスナーは「それぞれの係」というコーナーがあると勘違いし、ハガキに「それぞれの係」と書かれて送られてくることがまれにあるという。
- ハガキが読まれると景品として、鶴のシコシコ（歯ブラシ）と鶴の泡踊り（ボディスポンジ）がもらえた。
- 番組の企画で田中と共に行く北海道への旅行ツアーが組まれたが、企画発表時から旅行日程がわずか2週間しかなかったことから参加者が集まらず（たいていこのようなリスナー参加企画旅行は最低でも日程の2か月前に告知するのが通例）、そのことをたびたび鶴光がネタにしていた。なおツアーは予定通り実施された。
- 一時期、田中のキャラクターをネタにした龍角散のCMが、番組開始前（時報直前）に流れていたこともあった。
- 夜になるにつれ電波が遠くまで届くAMラジオの特性から、大阪府や和歌山県から聞いていたリスナーもおり（実際に投稿が読まれていた）、岡山県以西でも冬の時期はわずかに聞こえた。
- 1992年に日本テレビで放送されたバラエティ番組『DAISUKI!』に笑福亭鶴光がゲスト出演（ロケパート全編がこの番組が生放送中のニッポン放送社内で収録された。同年2月3日に当番組の生放送と並行して収録。）した際、本人が語ったところによると、番組初期は木曜日に鶴光が大阪でラジオ番組のレギュラーを持っていたことから、当番組は録音にて放送されていたという。この録音で放送された日の放送時間中に関東地方で比較的大きな地震があったが、録音故当然それに触れることも出来ず、後日一部から「鶴光はなぜ地震に触れないのか」という意見があったという。なお、本編が事前録音だった日の放送は、ニュースや天気、交通情報の時間帯だけが生放送となり、アシスタントのみがその時間はスタジオに入り放送していたという。事実上、『DAISUKI!』の飯島直子と吉村明宏（当時はまだ中山秀征が出演していなかった）、『ラジオビバリー昼ズ』にも出演している松本明子が乱入した形である。
- 一時、田中やリポーターが30代を迎えたことから、本人たちが出演する「三十路3兄弟」のジングルが作られた。後述の楽曲「三十路坂」もこの流れて出来たものである。なお、元ネタ「だんご3兄弟」はニッポン放送と同じフジサンケイグループのポニーキャニオンのレーベルである。
- 企画ネットの「TOYOTA 飛び出せ街かど天気予報」がスタートするまでは、同じ時間に「美和子の天気予報」が放送されていた。鶴光はその終了に際し「美和子担当が不評だったから」とイジっていた。

## 定番のネタ
これらのネタは鶴光の得意技で、鶴光がパーソナリティとして担当する他の番組でも遺憾なく発揮されている。
- 鶴光が「船橋はお美和子様の支配下」（田中の出身地が船橋市であることに由来）などのホラ話をすると、田中が「事実無根でございます」とすると、鶴光が「わたくし、男根を持っております」の次に田中が「聞いておりませんが」との会話が定番として頻繁に登場する。
- 企画発表などの際に鶴光が「ただし――（条件を言うのだがそれを言わず）、母ちゃん何〜?」（接続詞の「ただし」と人名の「ただし」の掛詞）ボケると、田中は「先に行きましょう…」とツッコむ。
- 田中が「東京ディズニーランドのアンバサダーをやっていました」と言うと、鶴光が「昔、阿部定をやっていました」とのやり取りも、まれに登場する。
- 中継先や電話をつなぐコーナーで、若い女性・主婦が「緊張しています」等と言うと、緊張を解すという理由で「じゃぁ深呼吸をしましょう。はいどうぞ〜」と促し、深呼吸の最中に「ええか〜、ええのんか〜、最高か〜」と言って、相手を笑わせる。田中は鶴光に「もう（深呼吸）終わってますけど」と答える[注 2]。
- 『トヨタ飛び出せ街かど天気予報』のリポート終了直後、鶴光が予報に応じて「明日、傘いりまっせ〜」・「明日、傘いりませんっ」・「明日は傘、いるかもしらんな…」と言い、田中がリポーターに「ご苦労様でした」と言い、CMに入るのが定番であった。『美和子の天気予報』の時代も同様に鶴光がこれらのフレーズを言ってCMに入っていた。
- 田中が「生活情報番組ですよ」と注意をすると、鶴光は「性に活力を与え、情に報いる番組」（それで「性活情報番組」と書かせる）とボケる。
- 「鶴光の帰ってきたミッドナイトストーリー」等のコーナーで、軽い猥談をしてアダルトビデオの真似をしてよがり、田中に「師匠!」と注意される。
- 田中が素で間違えたり、鶴光にけしかけられて意味も分からずに放送上不適切な発言をしかけると、鶴光が「アホ、アホ、アホ!アホ3連発」とツッコミをいれる。
- 交通情報では千葉県警担当の屋木綾伊子のみが鶴光のネタに同調し、交通情報の際に「お美和子様の支配下の千葉市内では…」や「腹黒城のある船橋市内の中心部では…」と言ったり、交通情報の最後に田中をネタにした謎かけを披露していた。

## テーマ曲・番組ジングル
- Hooked On Dixie（演奏：Larry Elgart & His Manhattan Swing Orchestra） - 2001年3月30日まで使われていたオープニング曲。アルバム"Hooked On Swing 2"他に収録。
  - ただし、2002年9月27日（田中のアシスタント降板日）、2003年3月28日（最終回）、および番組終了後に特別番組として復活する際には、この曲がオープニングで使われる。2019年8月31日の特番と2020年度以降のナイターオフの『ゴールデンリクエスト』ではエンディングでもこの曲が使用された。
- Pancake Ice（作曲：菊池ひみこ） -　2001年3月30日まで使われていたエンディング曲。アルバム「All right」に収録。
- Take it From the Top（演奏：Earl Klugh）放送開始時から放送中期にかけて使われていたエンディング曲。

### ジングル
- 番組ジングルは1992年3月のAMステレオ開始時に合わせて一新され、2001年3月30日まで使用された。塩塚博作曲。
  - ただし、2002年9月27日（田中のアシスタント降板日）、2003年3月28日（最終回）、および2020年度以降のナイターオフの『ゴールデンリクエスト』を含めて番組終了後に特別番組として復活する際には、このときのジングルを使用することが多い。
- 2002年4月以降に追加されたジングル - 2002年制作　作曲：UZA　歌：うちやえゆか

ほか

## 楽曲
- CDシングル
  - 「ええんやったら/クリスマスやったね」ポニーキャニオン　1990年12月発売
  - 「うぐいすだにミュージックホール2000／三十路坂 明日があるじゃない」日本クラウン　CRDN-657　2000年2月23日発売
  - 「夢色の人生」テイチクエンタテインメント　TEDA-10494　2001年2月21日発売　表題曲のほか「宝船だよ!!七福神」も収録
- その他
  - 「開運!招き猫音頭」　歌：細川たかし　猫の鳴き声：江戸家まねき猫　作詞：鶴光軍団　作曲：弦哲也　編曲：桜庭伸幸 - 1999年。細川たかしのCDシングル「しぐれの港」のカップリング曲。「招福亭招き猫キャンペーン」テーマソング
  - 「よしみの!招き猫音頭」　歌：天童よしみ　作詞：鶴光軍団　作曲：市川昭介　編曲：池多孝春
  - 「宝船だよ!!七福神」　歌：笑福亭鶴光・田中美和子　作詞：鶴光軍団　作曲：市川昭介　編曲：池多孝春　プロデュース：笑福亭鶴光 - CDシングル「夢色の人生」のカップリング曲

## 書籍
- 「笑福亭鶴光のセクシーなぞなぞ　思わずニヤリの171問」　笑福亭鶴光 編　ベストセラーズ　ISBN 4-584-30720-2　2001年8月発売
- 「鶴光のなじょなじょ512発!!　出して快感!　出されて悶絶!」鶴光の噂のゴールデンアワー 著　ニッポン放送プロジェクト　ISBN 978-4-594-03490-0　2002年4月12日発売
5時の時報直後の「セクシーなじょなじょ」コーナーを書籍化。

ほか

## タイアップ企画

### 弁当
- なじょなじょスタミナ御膳（サンクス） - 2001年12月発売。580円。2週間で21万食を販売。「セクシーなじょなじょ」が書かれた紙を同梱。

ほか

### アイドル
- Cheer☆Angel（遠藤加奈子・小林加奈・清水めぐみ・山本真弓・小嶋亜美・増田美乃里・水上瞳） - 番組キャンペーン「七福神計画」のアイドル七福神。メンバーのうち、増田みのりは後にニッポン放送へ入社し、アナウンサーとなっている（その後退社して現在はフリーに転身）。
- まニャン子クラブ - 2000年の番組キャンペーン「招福亭招き猫キャンペーン」で結成。一部メンバーが、新ユニット「Last☆Angel」としてスピンオフした。

## スタッフ
- プロデューサー：勅使川原昭
- ディレクター：安田隆也・八島賢一・白川陽子・木之元尚輝・松村有希子・金子ひろみ
- 構成作家：小西正晃・鈴木おさむ・向井勉・春間真一・松岡昇・松本伸也・吉川スミス
- こがねちゃんクイズ問題作成：鈴木おさむ

ほか

## 関連番組
- 鶴光の噂のゴールデンリクエスト - 当番組の後継番組で2004年12月13日 - 17日（20:00 - 21:50）に1年9か月ぶりに復活し、鶴光と田中美和子のコンビも2年3か月ぶりに復活した。この放送が好評で2度目もこのコンビで2005年2月21日 - 25日も放送（25日<金曜日>は20:00 - 翌0:00までの4時間）。
- 笑福亭鶴光のオールナイトニッポン.TV@J:COM - 2017年1月から、ケーブルテレビJ:COMの自主製作チャンネルJ:COMテレビで放送・スマートフォンアプリで配信しているテレビ番組。『笑福亭鶴光のオールナイトニッポン』を冠しているが、田中も出演。鶴光の噂のゴールデンアワーでおなじみの掛け合いも行われている。
- 鶴光の噂のゴールデンアワー 65周年でおま! - 終了からおよそ16年5か月後となる2019年8月31日(土)15:00 - 16:30に本番組の復活特番を放送した[5]。その後も視聴率調査週間の特別番組や2020年度以後のナイターオフの夜ワイドとして「噂のゴールデンリクエスト」が放送されている。